# The Son Also Draws
"The Son Also Draws" (em português, "O Filho Também Desenha") é o sexto episódio da primeira temporada da série de comédia animada Uma Família da Pesada. Foi exibido originalmente na Fox dos Estados Unidos em 9 de maio de 1999. Mostra a expulsão de Chris dos Jovens Escoteiros, e a decisão de seu pai Peter levar a família para Nova Iorque na sede dos escoteiros com o objetivo de que o filho seja aceito novamente. Durante uma parada em um cassino nativo americano, Lois perde o carro da família, e o marido precisa se tornar membro de uma tribo para conseguir o automóvel de volta. Quando é mandado em uma busca de visão para provar sua genética, Chris o acompanha para explicar que não quer ser um escoteiro, já que prefere desenhar. Delirante por causa da fome, Peter tem a visão de seu guia espiritual Fonzie e por causa de seu conselho, decide finalmente escutar o filho. Com a reconciliação, ambos retornam ao cassino e recuperam o carro.
O episódio foi escrito por Ricky Blitt e dirigido por Neil Affleck, que trabalharam pela primeira vez na série. Os dubladores de personagens secundários, Butch Hartman, o ator Patrick Bristow e os convidados Suzie Plakson, Kevin Michael Richardson, Fred Tatasciore e Wally Wingert participaram dando voz aos personagens. Grande parte do humor presente no episódio está estruturado em torno de sequências de cortes que parodiam a cultura popular, fazendo referências a Happy Days, Nova, One Day at a Time e The More You Know.
Avaliações críticas foram em sua maioria, positivas; certas análises acreditaram que o episódio não foi um "clássico instantâneo" se comparado com os episódios anteriores, mas é "memorável" e "brilhante" como nunca, enquanto outros o classificaram como a ovelha negra da temporada. Causou controvérsia no Canadá por causa da piada final, quando Peter insulta o país.

## Enredo
Chris Griffin, o filho adolescente da família, odeia ser membro dos "Escoteiros Jovens" (versão dos Boy Scouts de Uma Família da Pesada) e quer sair, mas tem medo de dizer isso a seu pai, Peter. O garoto é finalmente expulso quando atropela o líder do grupo durante uma corrida de carrinhos de rolimã. O pai insiste e leva Chris juntamente com toda a família (a esposa Lois, a filha Meg e o caçula Stewie) para a sede dos Jovens Escoteiros, em Manhattan, para que o menino seja readmitido. Enquanto eles viajam, o cão Brian não consegue trocar o canal da televisão nem desligar o aparelho, fazendo com que sua inteligência caia drasticamente após assistir programas o dia inteiro.
A família para em um cassino nativo americano, já que Peter precisa usar o banheiro; Lois rapidamente fica viciada em jogos e perde o carro da família. Ao saber disso, o marido tenta conseguir o automóvel de volta afirmando que pode ser um índio. Os anciãos nativos tem dúvida sobre isso, e mandam Peter para uma busca de visão para provar a herança genética. Chris acompanha o pai na selva, em tentativa de convencê-lo de que somente quer desenhar em vez de ser um escoteiro. Tendo delírios por causa da fome, Peter começa a conversar com árvores antropomórficas e visualiza seu guia espiritual, Fonzie. Após escutar o conselho dado pelo guia, decide finalmente escutar as queixas do filho e percebe que ele é um artista talentoso. Ambos retornam para o cassino e recuperam o carro. O episódio termina com Lois, Stewie e Meg contrariando estereótipos sobre nativos americanos, mexicanos e suecos respectivamente, antes de Peter insultar o Canadá.

## Produção

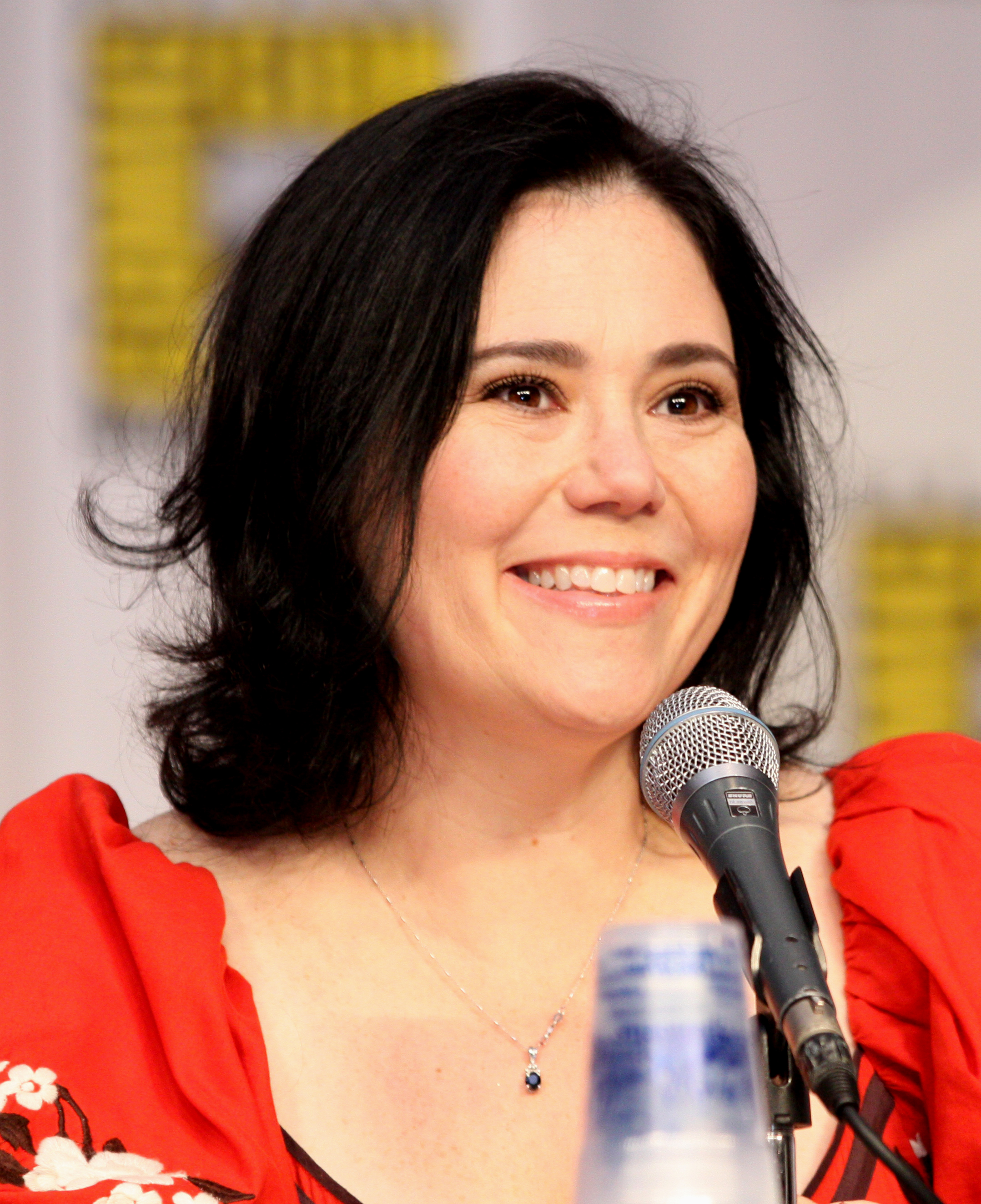
Alex Borstein auxiliou na escrita do episódio

"O Filho Também Dessenha" foi escrito por Ricky Blitt, que participa pela primeira vez da série Uma Família da Pesada, e dirigido pelo antigo diretor dos Simpsons Neil Affleck, que produz também pela primeira vez um episódio do seriado. Peter Shin e Roy Allen Smith, que supervisaram Family Guy anteriormente, atuaram como diretores supervisores neste episódio. Alex Borstein, dubladora de Lois, ajudou na escrita, sendo a primeira integrante mulher no elenco de escrita da série; o criador do programa, Seth MacFarlane, mencionou que sua entrada na personagem Lois foi particularmente útil. Andrew Gormley e o dublador Mike Henry atuaram como escritores pessoais, enquanto Rick Blitt, Neil Goldman e Chris Sheridan trabalharam como editores da história. O subenredo envolvendo a perda do carro gerada por Lois foi baseada no filme de coméda de 1985 Lost in America. A parte em que Peter diz ser nativo para recuperar o automóvel foi baseada no caso de pessoas que receberam dinheiro de cassinos ricos de tribos, pois eram "1/64" nativas americanas.
Juntamente com o elenco habitual, participaram do episódio os atores convidados Suzie Plakson, Kevin Michael Richardson, Fred Tatasciore e Wally Wingert, além dos dubladores de personagens secundários, o escritor e animador Butch Hartman e o ator Patrick Bristow.